# István Csizmadia
István Csizmadia (n. 16 decembrie 1944, Budapesta, Regatul Ungariei) este un caiacist ce a reprezentat Ungaria, medaliat olimpic. A participat la o ediție a Jocurilor Olimpice (1968) în care a câștigat o medalie de bronz.